# Moszkva tér (film)
 (mars 2025).
Pour les articles homonymes, voir Moszkva tér (homonymie).
Pour plus de détails, voir Fiche technique et Distribution.
Moszkva tér (littéralement : « place de Moscou »), est un long-métrage hongrois réalisé en 2001 par Ferenc Török et produit par Sándor Simó. Le scénario met en scène un groupe de jeunes (Petya, Kigler, Rojál et Csömör) vivant les premiers mois de la transition post-communiste à Budapest. Le film peut être considéré de ce point de vue comme un équivalent hongrois de Good Bye, Lenin!, film allemand qui sortira deux ans plus tard.

## Commentaires

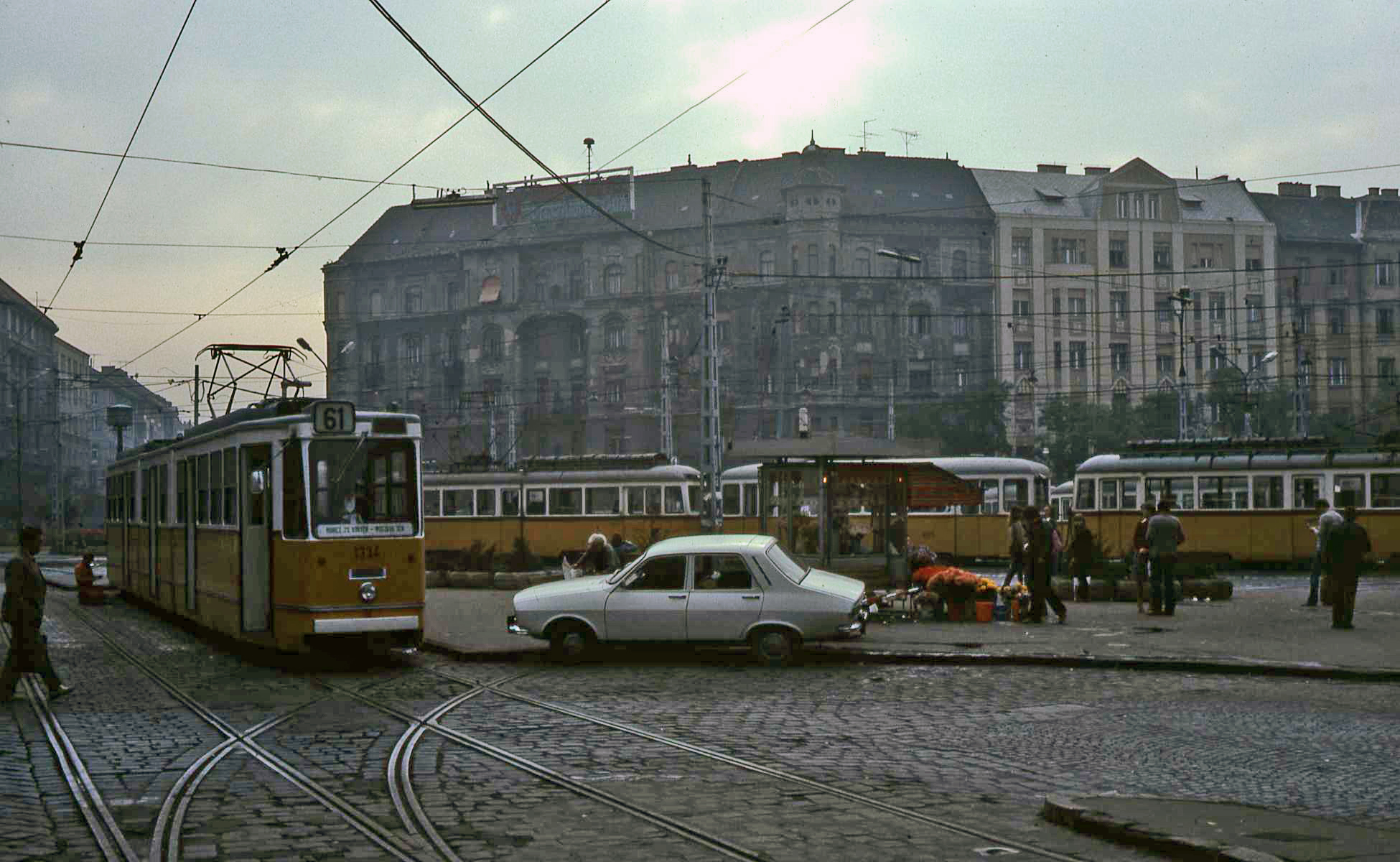
Moszkva tér en 1979.

Le nom du film renvoie à Moszkva tér, ancien nom de Széll Kálmán tér, place emblématique de la période communiste à Budapest.

## Fiche technique
- Titre anglais : Moszkva tér
- Réalisation : Ferenc Török
- Scénario : Ferenc Török
- Musique : Balázs Temesvári
- Production : Sándor Simó
- Durée : 88 minutes
- Sortie : 20 septembre 2001 (Hongrie)
- Genre : Comédie

## Distribution
- Gábor Karalyos : Petya
- Eszter Balla : Zsófi
- Erzsi Pápai : Boci mama (Éva)
- Ilona Béres : Directrice
- Vilmos Csatlós : Kigler
- András Réthelyi : Csömör
- Simon Szabó : Rojál
- Bence Jávor : Ságodi
- Zsolt Kovács : Professeur
- Imre Csuja : Père de Kigler